# بودواو البحری
بودواو البحری (به عربی: بودواو البحري) یک شهرداری‌های الجزایر در الجزایر است که در ناحیه بودواو واقع شده‌است.
 بودواو البحری  ۱۰٬۵۱۲ نفر جمعیت دارد.